# John Wilkes
John Wilkes (Londen, 17 oktober 1725- Londen, 26 december 1797) was een Brits journalist, politicus, demagoog en dandy die zich verzette tegen de politiek van koning George III en zijn ministers.
Wilkes was oprichter van het oppositieblad North-Briton en aanhanger van de Verlichting. Hij was bevriend met Benjamin Franklin toen deze in Londen woonde als gedeputeerde van Pennsylvania.
In 1763 bekritiseerde Wilkes in The North Briton, nummer 45, de troonrede van koning George III, die door de eerste minister John Stuart, 3e Graaf van Bute, was geschreven. Omdat de vergaderingen van het parlement niet openbaar waren en omdat Wilkes kritiek op de rede van de koning werd opgevat als majesteitsschennis, werd tegen hem een arrestatiebevel uitgevaardigd. Hij bleef buiten de Tower door naar Frankrijk te vluchten.
In 1768 keerde hij terug in de aanloop naar de parlementsverkiezingen. Hij werd in Londen ingehaald als een held en won de parlementszetel van het kiesdistrict Middlesex. Die kon hij echter niet innemen omdat hij werd gearresteerd en veroordeeld wegens godslastering en majesteitsschennis. Hij moest alsnog een gevangenisstraf uitzitten van 22 maanden.
In april 1770 kwam hij vrij. Een jaar later erkende de regering van Lord North de openbaarheid van de vergaderingen van het Lagerhuis.
Wilkes vervreemdde van zijn vrienden in de Verlichting. Maar hij werd - door zijn flamboyante verschijning, zijn humor en zijn durf - erg populair. In 1774 kwam hij opnieuw maar nu echt in het Lagerhuis, en tevens werd hij Lord Mayor van Londen.
Wilkes kwam op voor de rechten en vrijheden van de Engelse burgers en steunde de Amerikaanse Revolutie. Joan van der Capellen tot den Pol (1741–1784), een vurig pleitbezorger van de Amerikaanse Revolutie en criticus van de stadhouder, raakte geïnspireerd door Wilkes. Wilkes was een tijdgenoot van Edmund Burke en ontmoette tijdens zijn ballingschap James Boswell.